# Le Fils prodigue (film, 1925)
Pour les articles homonymes, voir Le Fils prodigue.
Pour plus de détails, voir Fiche technique et Distribution.
Le Fils prodigue (The Wanderer) est un film américain réalisé par Raoul Walsh et sorti en 1925. La version complète du film est perdue.

## Synopsis
Jether, un berger, est attiré par Tisha, prêtresse d'Ishtar. Il se rend à Babylone et y dilapide son héritage en couvrant Tisha de cadeaux et en vivant une vie dissolue. Lorsqu'il a dépensé tout son or, Tisha le jette dehors. La destruction de la ville, annoncée lors d'une prophétie, a lieu lors d'un banquet en l'honneur d'Ishtar, mais Jether est sauf, car il n'a jamais renié Dieu, ni adoré Ishtar. Son retour chez lui est célébré par le sacrifice du veau gras.

## Fiche technique
- Titre original : The Wanderer
- Titre français : Le Fils prodigue
- Réalisation : Raoul Walsh
- Scénario : James T. O'Donohoe d'après la pièce The Wanderer de Maurice Samuel, elle-même adaptée du roman Der verlorene Sohn, ein Legendenspiel de Wilhelm August Schmidtbonn
- Photographie : Victor Milner
- Musique : Hugo Riesenfeld
- Production : Jesse L. Lasky, Adolph Zukor
- Société de production : Famous Players-Lasky Corporation
- Société de distribution : Paramount Pictures
- Pays de production :  États-Unis
- Langue originale : anglais
- Genre : Drame biblique
- Format : Noir et blanc — 35 mm — 1,37:1 — film muet
- Durée : 90 minutes
- Date de sortie :
  - États-Unis :19 août 1925 (New York)

## Distribution
- Greta Nissen : Tisha
- William Collier Jr. : Jether
- Ernest Torrence : Tola
- Wallace Beery : Pharis
- Tyrone Power Sr. : Jesse
- Kathryn Carver : Naomi
- Kathlyn Williams : Huldah
- George Regas : Gaal
- Holmes Herbert : le Prophète
- Snitz Edwards : le bijoutier
- Myrna Loy : une fille lors de la fête
- Sōjin Kamiyama : Sadyk, le bijoutier